# William Chandless
William Chandless (Londres, 7 de novembre de 1829 - Londres, 5 de maig de 1896) fou un explorador anglès que s'endinsà fins a la conca de l'Amazones durant els anys 1860.
Durant el temps que va viure a Manaus, ara capital de l'estat d'Amazones, Chandless explorà molts dels afluents del sud del riu Amazones i va tenir contacte amb diverses tribus indígenes. Chandless va recol·lectar el 1867 una llista curta de paraules de l'arawá, una llengua extinta que dona nom al grup lingüístic Arauan, i que és l'únic llegat conegut d'aquesta.
La Royal Geographical Society (RGS) va anar publicant a la seva revista les expedicions de Chandless a partir dels diferents informes que ell els enviava. El 1866, arran del seu estudi sobre el riu Purus, la RGS li va atorgar la Medalla d'Or de l'ens, específicament, la "Patron's Medal".